# Росен (Пазарджикская область)
Росен (болг. Росен) — село в Болгарии. Находится в Пазарджикской области, входит в общину Пазарджик. Население составляет 611 человек.

## Политическая ситуация
В местном кметстве Росен, в состав которого входит Росен, должность кмета (старосты) исполняет Васил Тодоров Рангелов (Граждане за европейское развитие Болгарии (ГЕРБ)) по результатам выборов правления кметства 2007 года.
Кмет (мэр) общины Пазарджик — Тодор Димитров Попов (независимый) по результатам выборов 2007 года в правление общины.